# كزافييه أوين
كزافييه أوين (1 أغسطس 1997 في المملكة المتحدة - ) (بالإنجليزية: Xavier Owen)‏ هو لاعب كريكت بريطاني.

## وصلات خارجية
- كزافييه أوين على موقع إي آس بي آن كريك إنفو (الإنجليزية)